# Amphiura kalki
Amphiura kalki är en ormstjärneart som beskrevs av Boris Ivan Balinsky 1957. Amphiura kalki ingår i släktet Amphiura och familjen trådormstjärnor. Inga underarter finns listade i Catalogue of Life.